# I. Fjodor orosz cár
I. Fjodor (1557. május 31. – 1598. január 7.) orosz cár 1584-től haláláig. A Rurik-dinasztia moszkvai ágának utolsó tagja.

## Élete
IV. Iván és első felesége, Anasztázia Romanovna Zaharina-Jurjeva fiaként született. Édesapja halála után, 1584. március 19-én lépett a trónra. Az ország kormányzásában nem vett részt, az ügyeket sógora, Borisz Godunov irányította. Fjodor uralkodásának fontosabb eredményei elsősorban Godunov nevéhez fűződnek, aki Oroszország metropolitájának rangját 1589-ben pátriárkai szintre emelte; 1595-ben visszaszerezte a Svédország által 1583-ban elfoglalt területeket a Finn-öböl környékén; megszilárdította Oroszország uralmát Nyugat-Szibériában és a Kaukázus vidékén. Amikor Fjodor 1598-ban az egyetlen gyermekét túlélve meghalt, és ezzel a Rurik-dinasztia moszkvai ága kihalt, az országos gyűlés (zemszkij szobor) a Rurik-ház oldalágainak mellőzésével választás útján Boriszt emelte a cári trónra.

## Családfa
| III. Vaszilij * 1479. III. 25. † 1533. XII. 3. | III. Vaszilij * 1479. III. 25. † 1533. XII. 3. |                                             |                                             | Elena Glinszkaja * 1506/1507 † 1538. IV. 3. | Elena Glinszkaja * 1506/1507 † 1538. IV. 3. |  |  | Roman Jurjevics Zakharin-Jurjev * ? † 1543 | Roman Jurjevics Zakharin-Jurjev * ? † 1543 |                                              |                                              | Uljana Ivanovna | Uljana Ivanovna |
|                                                |                                                |                                             |                                             |                                             |                                             |  |  |                                            |                                            |                                              |                                              |                 |                 |
|                                                |                                                |                                             |                                             |                                             |                                             |  |  |                                            |                                            |                                              |                                              |                 |                 |
|                                                |                                                | IV. Iván * 1530. VIII. 25. † 1584. III. 18. | IV. Iván * 1530. VIII. 25. † 1584. III. 18. |                                             |                                             |  |  |                                            |                                            | Anasztázia Romanovna * 1523 † 1560. VIII. 7. | Anasztázia Romanovna * 1523 † 1560. VIII. 7. |                 |                 |
|                                                |                                                |                                             |                                             |                                             |                                             |  |  |                                            |                                            |                                              |                                              |                 |                 |
|                                                |                                                |                                             |                                             |                                             |                                             |  |  |                                            |                                            |                                              |                                              |                 |                 |
|                                                |                                                |                                             |                                             |                                             |                                             |  |  |                                            |                                            |                                              |                                              |                 |                 |

|  |  |  |  | I. Fjodor * 1557. V. 31. † 1598. I. 7. | I. Fjodor * 1557. V. 31. † 1598. I. 7. | Irina Fjodorovna Godunova * 1557 † 1603. X.-e OO | Irina Fjodorovna Godunova * 1557 † 1603. X.-e OO |  |  |
|  |  |  |  |                                        |                                        |                                                  |                                                  |  |  |
|  |  |  |  |                                        |                                        |                                                  |                                                  |  |  |
|  |  |  |  | Feodoszija * 1592 † 1594               |                                        |                                                  |                                                  |  |  |